# ラダック

旧ジャンムー・カシミール州におけるラダックの位置

ラダック（英: Ladakh、チベット語: ལ་དྭགས་, la dwags）はインド北部にある旧ジャンムー・カシミール州東部の地方の呼称。広義には、ヒマラヤ山脈とカラコルム山脈に挟まれた一帯を指し、ザンスカールおよび、現在パキスタンの支配下となっているバルティスターンを含む。中華人民共和国との国境に接し、アフガニスタン北部にも近い。中国が実効支配するアクサイチンも、かつてはラダックの支配下であった。中心都市はレー (Leh)。
かつてはラダック王国という独立した仏教国であったが、19世紀にジャンムー・カシュミール藩王国に併合された。長らく、行政区画の名称としては使用されていなかったが、2019年10月31日に発効したジャンムー・カシミール州再編成法に基づく旧ジャンムー・カシミール州の分割に伴い、連邦直轄領となった。
ラダックの総人口は2020年時点で289,023人と推定されている。人口のうち、46.6%はムスリム、39.7%はチベット仏教徒、12.1%はヒンドゥー教徒である。ラダックにはチベット仏教徒が多く、チベット仏教の中心地の一つとして有名である。インダス川流域に、多くのゴンパが存在している。文化大革命で破壊された中華人民共和国のチベット自治区よりも古い文化が良く残っていると言われ、特に曼荼羅美術の集積はチベット自治区を凌ぐとされている。

## 歴史

### 古代史
ラダックにおける人の痕跡は青銅器時代までさかのぼることができる。その頃に掘られたと思われる岩面彫刻から、当時の人々が中央アジアの草原から来た狩猟民族であることが推測されている。この狩猟民族は今でもカザフスタンや東トルキスタンに住んでいる狩猟民族と先祖を同じくすると考えられている。また、次の移住者としてやってきたダルド族が先住民と混ざる、あるいは入れ替わる前、チベットビルマ語族がこの時代、この地域に住んでいた可能性もある。初期仏教は少なくとも紀元前2世紀にはラダックに伝播したと思われる。クシャーン朝時代の仏教遺跡も見出される。初期仏教はこの地域へ経てさらに東へ伝わっていく。7世紀、チベットの吐蕃王国がシャンシュン王国を併合、ラダックと西ヒマラヤ地方を支配し、チベット民族が定着してゆく。8世紀になるとチベットから流入した仏教が再び盛んになる。

### 中世
841年に吐蕃が滅亡すると、842年に中央チベットの豪族であったキデ・ニマゴン（Skyid lde Nyima-Gon/Kyide Nyimagon）がラダック王国を建国したと伝わる。17世紀にはバルティスターン王国と同盟を結び、センゲ・ナムゲル王の治世下に最盛期を迎えた。ザンスカールを支配下に収め、1630年には西チベットのグゲ王国を滅ぼした。1684年、チベットのダライ・ラマ政府（ガンデンポタン）と紛争が起こった結果、旧グゲ王国領域をチベットへ割譲され、ラサに朝貢することを約す。しかしチベット本国とはその後も対立が続き、その間にカシミールの諸侯が影響力を伸ばした。1822年、クルとラホール、キンナウルの連合がザンスカールを侵略し、1834年にはジャンムーのドーグラー王グラーブ・シングによってレーが陥落、1840年にはバルティスターンのスカルドゥも陥落した。シク王国の将軍ゾーラーワル・シングがドーグラー兵を引き連れ、チベットに向けて侵攻したが、チベットは1842年に講和してカシミール連合軍の侵入を阻止した（清・シク戦争）。だが、1846年にはイギリスが介入した第一次シク戦争の結果、グラーブ・シングの下でイギリス植民地のジャンムー・カシミール藩王国（1846年 - 1947年）が成立し、ラダック王国とバルティスターン王国は他のカシミール諸侯とともに藩王国の一部として併合された。その後もラダックとバルティスターンの王家は藩王国内の一諸侯として一定の自治権を保持した。

### 近現代
第二次世界大戦後、カシミール紛争に伴って、1947年にバルティスターンの大部分がパキスタンの実効支配地域「北方地域」（現ギルギット・バルティスターン州）と改称された。1949年、中華人民共和国は、ヌブラと新疆の境界を閉鎖し、アクサイチン地方は実効支配下となった。この結果、狭義のラダック地方とザンスカール地方がインド支配地域となり、レーに置かれたラダック自治山間開発会議がこの地域の事実上の地方政府となっている。このような激動の歴史にもかかわらず、インド連邦に対する忠誠的な姿勢のおかげで、インド支配下のラダックは8世紀から続く文化的、宗教的な遺産を失わなかった。また、貴重なチベット文化、社会、建造物が残ったのは、中国の文化大革命の破壊から守られたことも一因である。国境紛争以来、ラダックは外国人立入禁止地域となっていたが、1974年になって外国人の立ち入りが開放されて以降、多くの旅行者がラダックを訪れるようになった。
1999年、カールギル紛争が勃発。インドとパキスタンの間で、カルギル地区のカシミールと軍事境界線をめぐる紛争が起こった。
2019年8月5日、インド政府は憲法第370条で旧ジャンムー・カシミール州に認められてきた特別自治権を剥奪する大統領令を公布し、インターネット通信などを制限した。特別自治権の剥奪を受けてインド議会ではジャンムー・カシミール州再編成法が承認され、8月9日に成立した。
ジャンムー・カシミール州再編成法の規定により、2019年10月31日付けで旧ジャンムー・カシミール州はラダック連邦直轄領とジャンムー・カシミール連邦直轄領に分割され、連邦政府直轄領となった。

## 地理

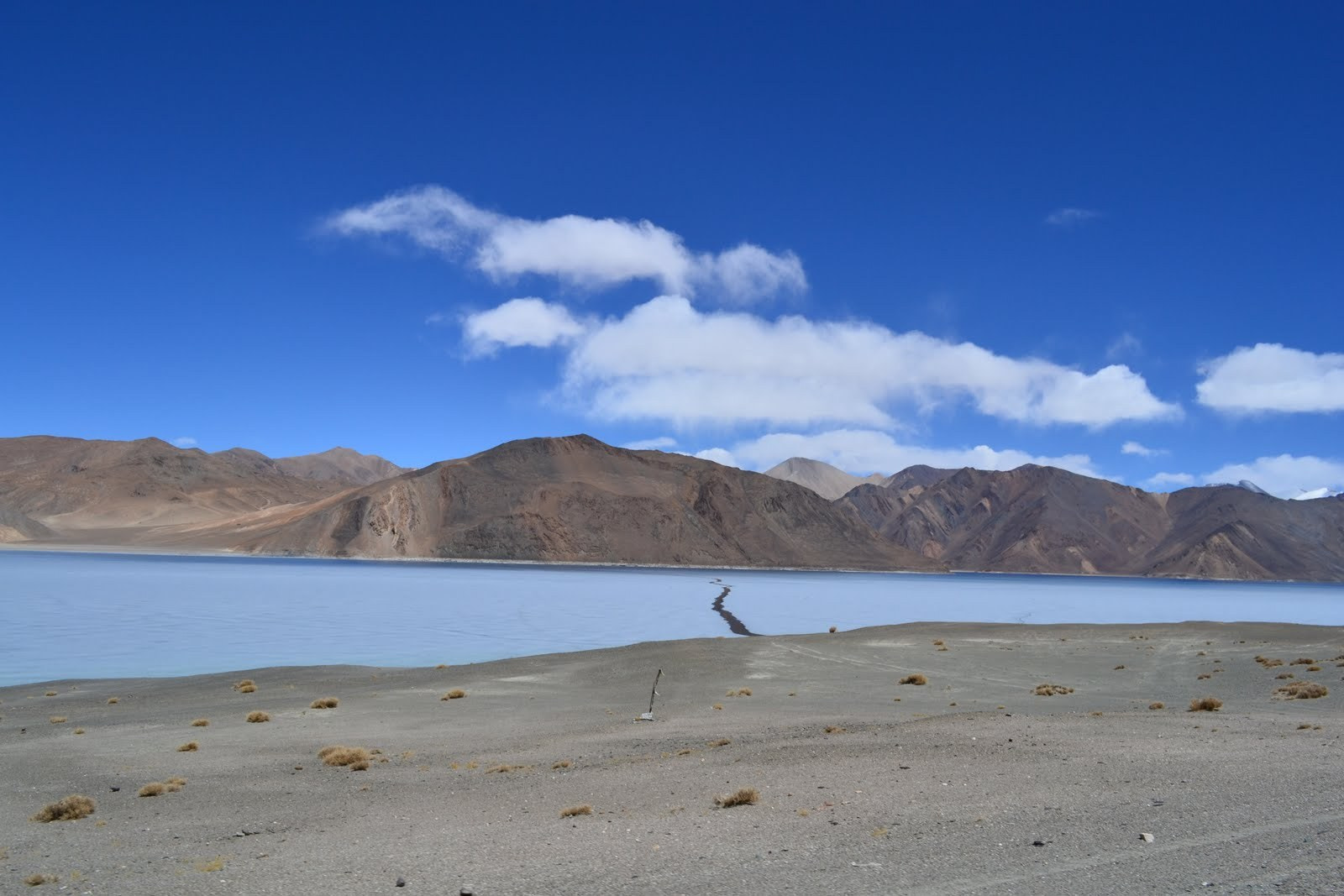
パンゴンツォ。中国との国境になっている。

ラダックはヒマラヤ山脈群に囲まれた地域で、ヒマラヤ山脈の西部に位置する。ヒマラヤ山脈とカラコルム山脈の間のインダス河源流域に位置する。
歴史的に見ると、ラダックはいくつかの地域に分けられる。人口がもっとも多いのはインダス河流域である。南にはさらに辺境のザンスカール地方、ラホール地方、スピティ地方が広がる。北側にはラダック山地が広がり、そこにあるカルドン峠を越えるとヌブラ谷という地域が広がっている。この峠は標高5602mあり自動車道世界最高地点である。北東部のアクサイチン地方は新疆の南西と接しており、中国に実効支配されている。
東にはパンゴンツォという湖が広がり、中国のチベット自治区と国境を接している。
西にはスル谷が延び、イスラム教徒が多数派でラダックで2番目に重要な都市であるカールギルがある。パキスタンに実効支配されているスカル地方（旧バルティスターンの大部分）は完全にイスラム勢力の下にあるが、広義ではこの地域もラダックに含まれる。
連邦直轄領となってからは東北部のレー地区と、西南部のカルギル地区に分かれている。レー地区の面積は45,110平方キロメートル、カルギル地区の面積は14,036平方キロメートルで、合計59,146平方キロメートルとなる。

## 気候

レーの月平均気温

ケッペンの気候区分では、ラダックは乾燥帯の砂漠気候で年平均気温が18℃未満に分類される。アリソフの気候区分ではヒマラヤ山脈における高山気候に分類される。
ラダックは冬の数カ月間、平均気温は-10℃を下回り、大雪が降るため地域の交通が遮断される。この時、山に積雪した雪がラダック一帯の水源となっている。夏は短いが、平均気温が10℃を超え作物を育てることができる。ラダックは一年を通して日中の寒暖差が大きく、夜には-20℃を下回ることもある。また紫外線が強いため、旅行者にとっては対策が必要である。
ラダックは標高が高く、南部からのモンスーン雲の影響を受けないため、非常に乾燥している。そのため一部の標高の高い地域では砂漠が見られる。年間降雨量は50-70ミリメートルで、7月と8月以外はほとんど雨が降らない。ラダックにおいても地球温暖化の影響が見られ、雪が減少傾向にある。乾いた農地に水を供給するため積雪時に氷の仏塔を作り、農業用の水源を確保するという活動が行われている。

## 言語・民族
バルティスターンやザンスカールを含めて、ラダックの住民の大多数はチベット民族のラダック人（ラダッキー）である。
- ドーグラー人
- ダルド人（英語版）
- ブロクパ人（英語版）
- バルティー人（英語版）
- ブリグ人（英語版）

### 言語
ラダック語はチベット語の西部古方言に属している。西部古方言はバルティスタンからラダックにかけて話されており、バルティスタンではバルティ方言、ラダックではプーリック方言、ラダック方言に分かれる。ラダック語はチベット語の中央方言やカム方言、アムド方言などのチベット語話者とは会話が成り立たない。
ラダック語ではチベット語で「こんにちは」などを意味する「ジュレー（もしくはジュライ）」が広く使われる。また、ラダックでも「タシ・デレ（ク）」は使われるが、よりフォーマルな挨拶語とされ目上の人や尊敬する僧に対して使われるといった違いがある。
カールギルで使われているバルティー語はラダック語とよく似ており、より古いチベット語の用法が残されていると言われる。一方、ザンスカールの言葉はガリーなどチベット西部の方言と共通し、標準チベット語に近い。
ラダック語の文字はチベット文字を正書法としているが、特有の語彙と語尾はチベット語の辞書や文法にはなく、ラダック人とチベット人の間では通常の意思疎通は困難となっている。連邦直轄領となって以降はラダック人としての帰属性が求められ、1988年にNGOのラダック学生教育・文化運動（SECMOL）が設立されて学校教育の改革が行われた。僧院のチベット語正書法とは異なる、口語体のラダック語の正書法が普及され、雑誌「Ladags Molong」が発行された。しかしチベット語正書法の維持を求めるラダック仏教徒協会との対立が起き、「Ladags Molong」は2007年に休刊となった。ラダック語を民族語として公式認定するには正書法の確立が必要であるため、運動が続けられている。

## 社会

### 家族制度
ラダックでは家族と家畜をまとめてドンパと呼び、日本語の家や家族に相当する。このドンパが基本的な生計単位となる。ドンパと対になる言葉にカウンパがあり、日本語で隠居にあたり、生計の単位だが再生産の機能はなく、村の仕事の義務を負わない。ドンパは3~4世代で構成され、家主の父が死亡すると全財産は息子が相続し、長男と長女だけが結婚できる。夫方移住婚の制度で長男夫妻はドンパに住み、長女は夫のドンパに住む。家族を意味する言葉にナンツァンまたはキムツァンがあり、家屋を含まない。ナンツァンによってドンパが構成されている。家屋を意味する言葉にカンパがある。家族の個人名とは異なるカンパ名があり、日本語の屋号にあたる。カンパ名には吉祥名、職業名、先祖の名前などが使われる。母屋はカンパ、隠居の家屋はカウンと呼ばれる。

### チベット難民
チベットがチベット動乱で中国軍の侵攻を受けた1959年には約8万人のチベット難民が出て、1960年末には10万人に達した。ラダックにもチベット西部のガリ地方などから難民がたどり着き、1969年にソナムリン・チベット人居留地が設立された。難民の人口は、居留地設立当初でチョクラム地区に617人、チャンタン地区に617人だった。その後2021年にはそれぞれ5,584人、1,539人となっている。2022年の時点でチベット難民の遊牧民はチャンタン地方のキャンプに分散して暮らし、他方でチョクラムサを中心に暮らす難民は難民マーケットでの商業で生計を立てる者が多い。ラダックの仏教徒はチベット仏教との交流が増え、チベット仏教界との緊密な関係はラダックの仏教徒に汎チベット化の影響を及ぼしている。

### 市民運動
ラダックは、近年、グローバル経済の進展に対抗するカウンター・デベロップメントの実践を目指す人達から注目されている。
スウェーデン出身の言語学者ヘレナ・ノバーク・ホッジは、ラダックが外国人に開放された1974年にドキュメンタリー映画の撮影メンバーとして入域してから、一貫してこの地の伝統的な文化や自然、経済活動を守り、維持する活動を30年間にわたって続けてきた。へレナの著書『ラダック懐かしい未来』は日本語を含む数十ヶ国語に訳され、環境や持続的社会に関心を持つ多くの読者に支持されている。
ラダックの人自らが設立したSECMOLは、ラダック人としてのアイデンティティーをしっかりもち、ラダックの未来を担う人材教育に力を入れているNPOで、ラダック自治山間開発会議の制定するラダック語の教科書編纂なども行っている。日本国内でラダックを支援するNPOには、ジュレー・ラダックがあり、2004年から現地NPOとの交流、支援、ステディーツアーなどを積極的に行っている。

## 宗教

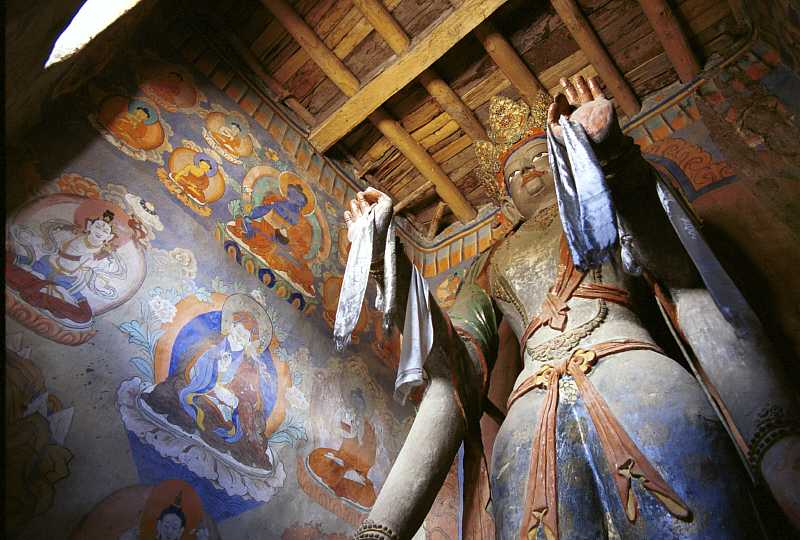
巨大な観音像と壁に描かれた曼荼羅。アルチ・ゴンパ。

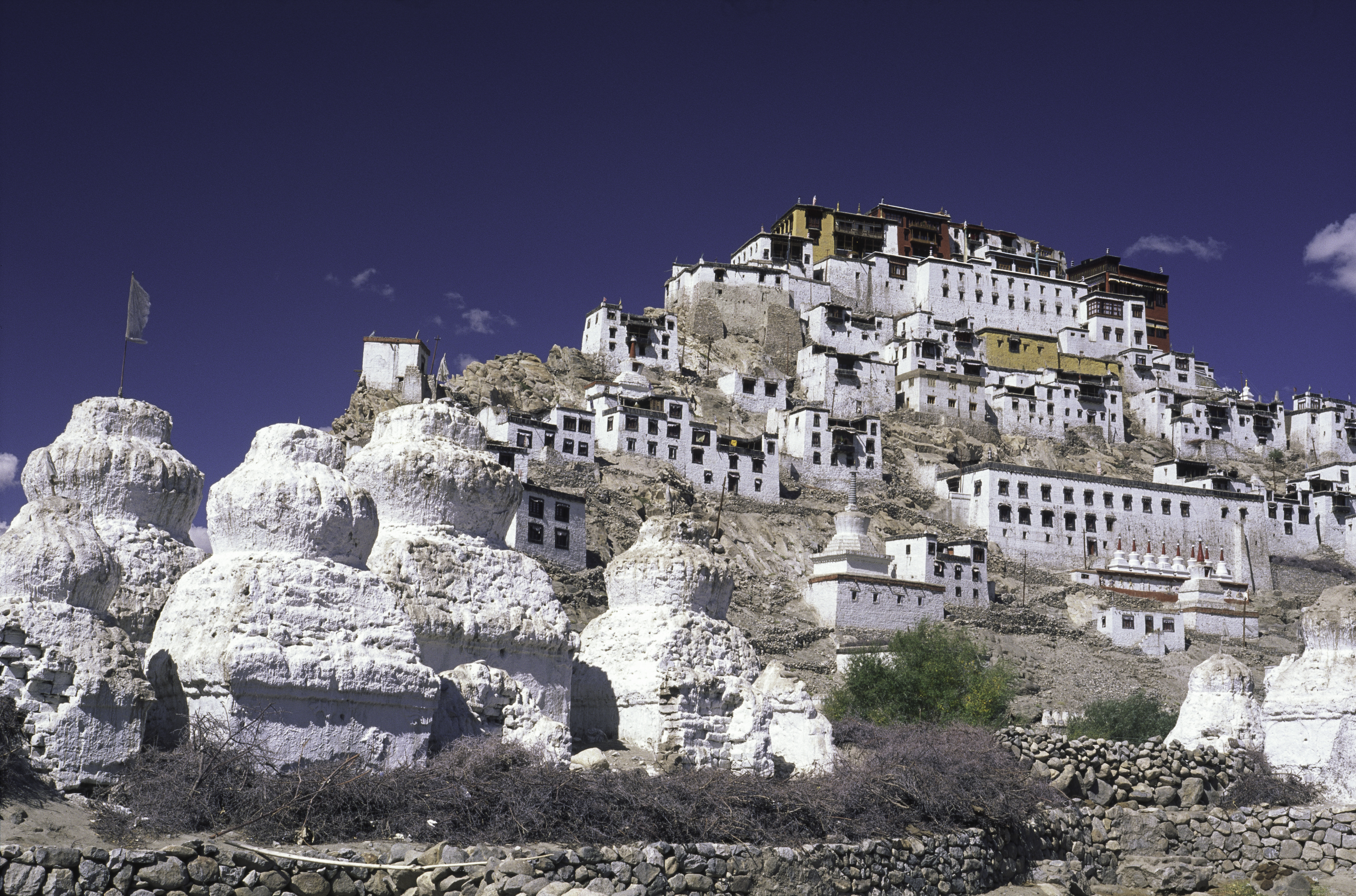
ティクセ・ゴンパ

ラダックは仏教（チベット仏教）、イスラーム教、キリスト教が共住しており、ラダック、ザンスカールには仏教徒が多く、バルティスタンにはイスラーム教徒が多い。他にヒンドゥー教、シーク教、ジャイナ教が信仰されている。インド・パキスタン分離独立後に宗教的多様性が進み、2001年以降は特にヒンドゥー教徒が増えた。ジャンムー・カシミール連邦直轄領はイスラーム教が支配的だが、ラダック連邦直轄領では仏教が支配的である。
仏教はカシミールから西チベットへ広まり、5世紀の法顕による巡礼記『法顕伝』にはラダックと推測できる竭叉国（かっしゃこく）の記述がある。
イスラーム教は15世紀からバルティスタン全域で広まった。17世紀にはチベット・モンゴル軍の侵略に対してムガル帝国の援助を求め、カシミールのイスラーム商人の移住が始まった。カシミールや中央アジアの交易商人とラダック女性の婚姻でアルゴンと呼ばれるスンニ派の集団が形成されてカシミールとヤルカンドの交易を行った。ラダック中央部やザンスカールでも、バルティスタンに近いカルギリなど西部方面を中心に、かなりの数のムスリムも住んでいる。旧ラダック王国の時代にも信仰の自由が認められていたため、レーやチョグラムサルにも古いムスリム寺院がある。
キリスト教は、17世紀に宣教師が初めてラダックを訪れた。19世紀中頃にイギリス東インド会社の植民地支配が進むと、モラヴィア教会がヒマラヤで布教を行い、ラダック王に好意的に迎えられた。

### 仏教僧院（ゴンパ）
ラダックには多数のチベット仏教僧院（ゴンパ）がある。有名なゴンパとしてはシェイ・ゴンパ、ティクセ・ゴンパ、ヘミス・ゴンパ、アルチ・ゴンパ、ストンデ・ゴンパ、ラマユル・ゴンパなどがある。
ダライ・ラマの属する宗派であるゲルク派のティクセ・ゴンパは巨大で、近年その発展がめざましいものがあるが、代々の王族が菩提寺としたカギュ派のヘミス・ゴンパが一番の信仰を集めている。毎年7月頃にここで行われるツェチュ祭は観光客にも有名である。
ゴンパでは極彩色の曼荼羅（タンカ）を数多く見ることが出来る。保存状態は概して良いとは言えないが、破壊を受けてはおらず、古い時代のマンダラも残存するなど手厚く信仰されている。これらの仏教美術は芸術的な価値も高い。近年、経年劣化による破損がひどいが、修復された壁画は描写がいいかげんで劣り、正確な保存、修復のための援助が期待される。また、ラダックにはチベットに比べてチョルテン（仏塔）が非常に多く、チベットとも宗教観の違いがある。
仏教の信仰の篤さはゴンパの数の多さからも良くわかる。インド政府は、伝統文化の保存を目指すため、ゴンパにおける少年への仏教教育を認めているが、同時に英語や科学、数学などの教育も施すために、ゴンパ内には学校が設けられ、僧籍以外の教員も教えている。

### 僧
通常ゴンパには5,6歳から出家し、僧となるための修行を行う。ゴンパの中には畑や小さな牧場が備わっている所もある。僧の地位は高く、食べることには困らないが、出身の家の裕福さによって、ゴンパ内での地位も影響を受けるというのが実情である。出家した僧の住居はゴンパの近くに出身の家が負担して用意する事が多い。ゴンパには僧の他に用務員のような人もおり、僧の身の回りの世話をしている。
僧の妻帯は認められておらず、農業生産性の低いこの地方の人口抑制手段であったとも言われる。中には、成人してからや老人になってから自分から求めて出家する人もいるし、成人してから還俗して結婚するものもいる。また、ラダックにも化身ラマ（トゥルク）制度が息づいている。

### 葬儀
チベットでは「鳥葬」が有名だが、ラダックでは「火葬」が一般的である。ゴンパの近くや村の郊外に設置される日干し煉瓦で出来た「プルカン」と呼ばれる四角い窯で死体が焼かれる。日本語を解するラダッキは、しばしばプルカンのことを「墓」と訳して教えてくれるが、日本人が言う墓とは異なり、火葬場と呼ぶのがふさわしい。裕福な家系は一族だけのプルカンを持っている。プルカンで焼いた後の遺灰は集められて、高い峠で風に乗せてまかれるか、あるいは大きな川（インダス川など）へと流される。葬式の1年後など決まった時期に僧を招いて法要を行う場合もある。チベタンと同様にラダックの人が魚を食べないのは、「一つの命を維持するためにより多くの命を奪うことになるから」という理由と、遺灰を水に流すことによる宗教的な不浄観も理由に含まれている。

## 文化

### 食文化
ラダックでは料理を一般にツォワと呼び、さらに煮る（スコルワ）、炒めるや揚げる（スンゴワ）、直火焼き（シャクパ）などに分かれる。食材には、農耕による大麦、小麦、そば、栗、カブ、ジャガイモ、果樹栽培のアンズやクルミ、牧畜によるヨーグルト、バター、チーズ、肉などがある。
大麦の主食には、煮て作るパパと、炒って作るコラックがある。炒った大麦を練って作るコラックは即席の食事、携帯食、祝い食、供物など幅広く使われる。小麦には平焼きパンのタキ、発酵厚焼きパンのタキトゥクモ、餃子型のモモ、揚げ菓子のカプツェなどがある。ヨーグルトはそのまま食べ、バターとチーズは保存食や交易品となる。バターは日常的に大量に消費され、茶に入れてバター茶としたり、大麦粉と練ってコラックにする。干しチーズは穀物で汁物を作るときに野菜や肉と共に煮て食べる。肉はローサルの前の10月末（太陽暦の11月から12月）に畜殺を行って準備する。畜殺は、「する（チョチャス）」という言葉で表現され、「殺す（サトパ）」とは言わない。これは仏教における殺生の禁止が影響している。茶は、茶葉を板状に固めた団茶を削って煮出す。煮出した茶にバターを入れて撹拌するとバター茶となる。大麦からはチャンと呼ばれる醸造酒が作られ、発酵大麦から作る蒸留酒はアラックと呼ぶ。
一般的な食生活のリズムは次のようになる。早朝に紅茶があり、朝食はバター茶とコラックとタキ、野菜煮や卵となる。昼食は米と野菜煮、タキ、コラックなどになる。夕食はトゥクパ（汁物）やパパが主食で米、野菜煮などが食される。季節による違いとして、秋季は収穫がある繁忙期のために昼食は時間がかかる米と野菜を作らずに夕食にする。また、冬季には朝食、昼食、夕食ともに肉料理がある。

### 芸術

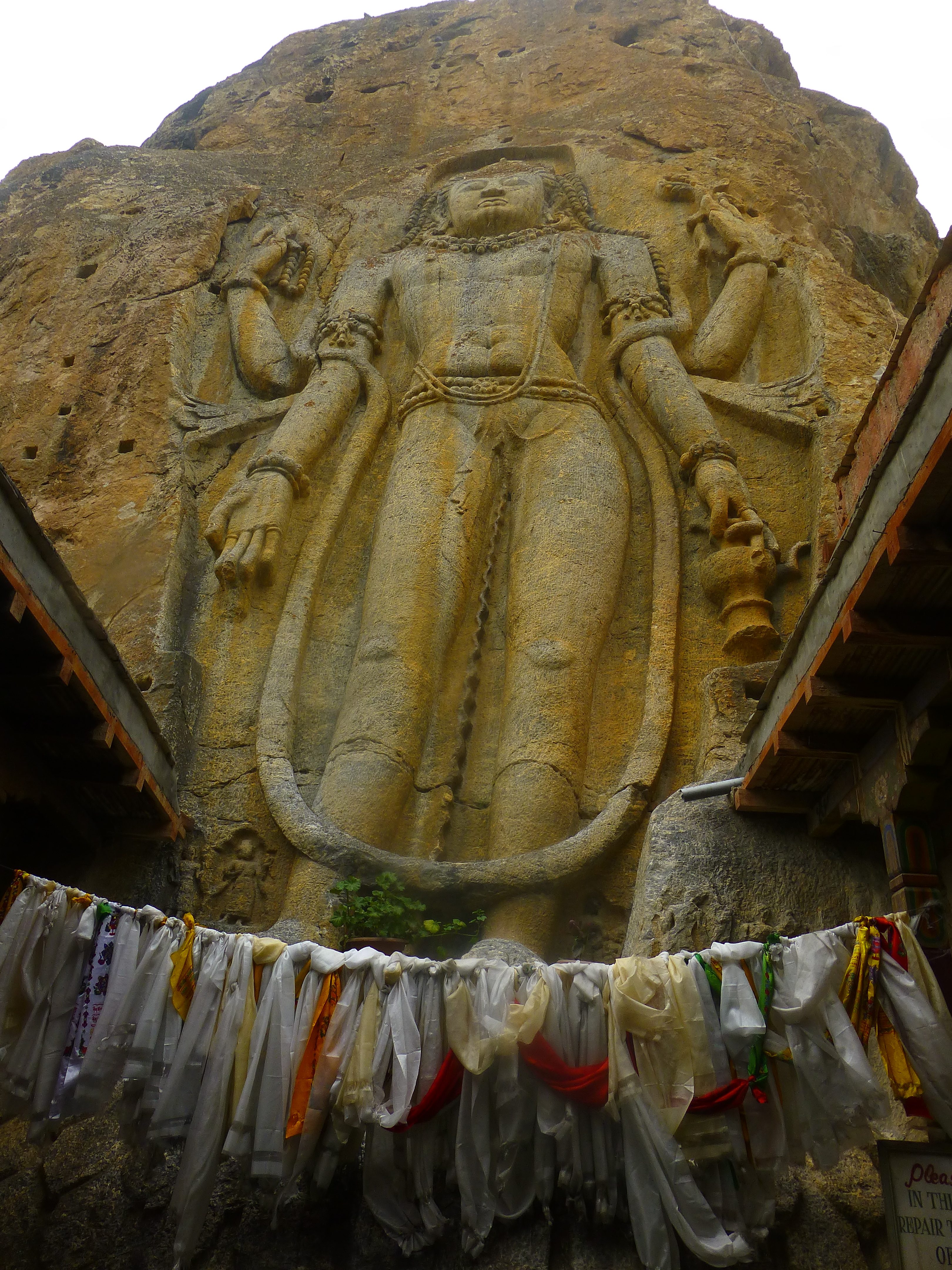
ムルベクの磨崖仏。

古い王都シェイや王都レーよりも西部には、石仏や磨崖仏、仏教の線刻画も見られるが、これらはチベット仏教が隆盛を誇る以前のアフガニスタンやカシミールの影響を受けた古い時代の仏教遺物である。例えば、シェーの王宮の岩に刻まれているカラフルな真言は、チベット仏教の時代のものだが、一番下にある線刻の仏画はより古い時代のものである。また、ムルベクにある磨崖仏も造形からチベット仏教ではなく古い仏教遺物だと考えられている。

## 政治

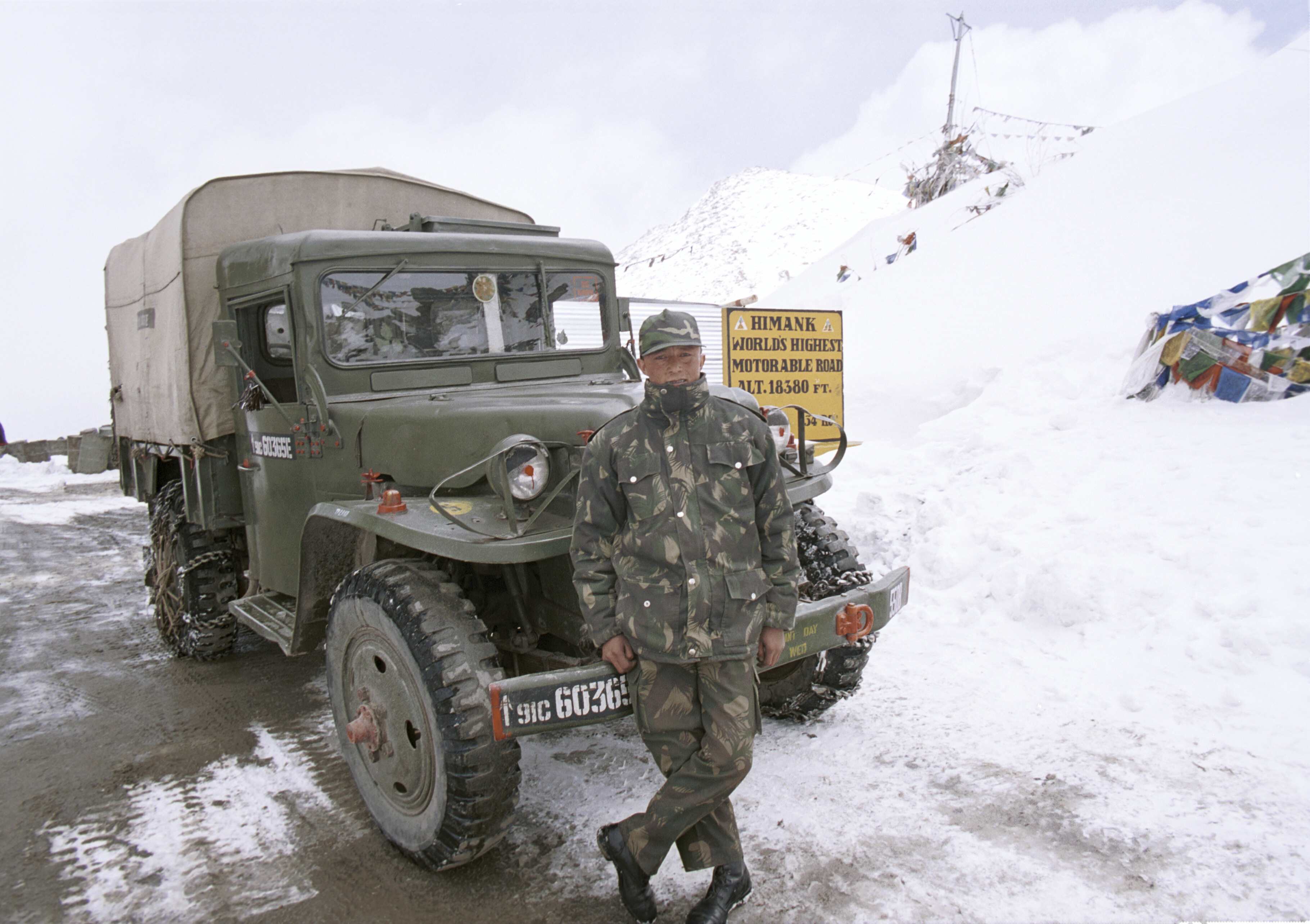
カルドゥン峠(Khardung La)。軍事上の要衝でインド軍の管理下にある。後ろに18,380ft(=5602m)と書いた看板が見える。

### ラダックの自治
ラダックが旧ジャンムー・カシミール州であった時代、ジャンムー・カシミール州の予算が十分に配分されない事に不満を持ち、仏教徒を中心にラダック地方で独自の政策が行えるように運動を行ってきた。一時期は分離独立運動として危険視されたこともあったようだが、これらの運動は政府に認められ、1995年9月、ラダック自治山間開発会議という限定的な政府機関と議会が、レー地区とカールギル地区に設立され、独自の予算が配分されることになった。なお、現在は独自の教科書選定など限定的な自治が認められている。
2019年8月9日、ジャンムー・カシミール地方を残りの地域から分離した連合領土として再構成する規定を含む再編法がインド議会で可決され、同年10月31日に発効した。この法では、独立以来認められていたジャンムー・カシミール州の特別的地位を剥奪し、ジャンムー・カシミール連邦直轄地とラダック連邦直轄地に分割する。この法に反対し、カシミールの東部のスリナガルでは大規模な抗議デモが起きた。また、カシミールの扱いを巡ってインド・パキスタンの両国の関係は悪化している。自治権剥奪と州の分割については旧ジャンムー・カシミール州側から異議申し立てが行われたが、2023年12月11日にインド最高裁判所がカシミール地方に自治権を認める憲法370条は一時的な措置であったとして中央政府の決定を支持する判断を下し、2024年9月30日までに地方選挙を実施するよう命じた。

### 中国との実効支配線を巡る係争
2020年6月15日、インドと中国が領有権を争うカシミール地方東部のガルワン渓谷付近で両国の部隊の衝突が勃発。両国の衝突は1962年以来のものである。インド側の死者は少なくとも20人、中国側は死者数を明らかにしていない。シッキム州での中印の衝突とあわせて、中印関係の緊張の高まりが懸念される。
2021年2月11日、インドと中国は、パンゴンツォの北岸と南岸から双方部隊を撤退させることで合意した。
2022年1月3日、インドの民放NDTVによると、中国が、ラダック地方と中国チベット自治区の実効支配線をまたぐパンゴンツォ上に、橋の建設を開始した。橋の建設により、中国の兵力や大型兵器の移動が容易になることが懸念されている。

## 経済
トランス・ヒマラヤ山脈の標高や乾燥という環境と、南をインド、北を中央アジア、東をチベットと接する地理的条件のため、農耕、牧畜、交易などが行われている。

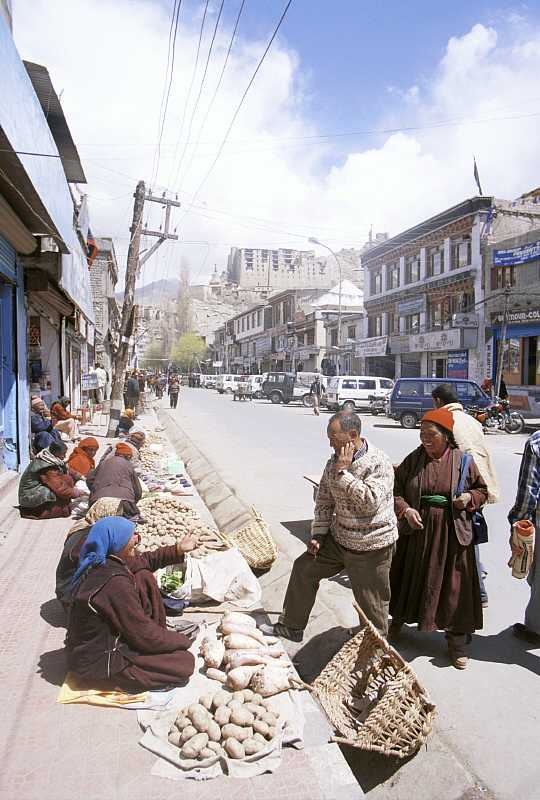
レーのメインストリート

標高によって農耕と牧畜の比率が調整されており、標高3,000メートル以下の下手ラダックやバルティスターンではアンズなどの果樹栽培の比率が高い。ザンスカールでは標高3,900メートルから4,000メートル以上になると農耕から牧畜への比重が増加する。チャンタン高原では標高4,300メートルから6,700メートルに達するため遊牧が行われ、ヤク、パシュミナヤギ、ヒツジが飼育される。アンズ、バター、パシュミナの毛織物は交易商品としての価値を持つ。
インド・パキスタン分離独立後のインドは中国、パキスタンとの国境紛争があり、中央アジアやチベットとの交易が途絶えた。ラダックの男性にはインド・チベット国境警察  (ITBP)への雇用で現金収入があり、自給自足的な経済から商品経済が進んだ。産業における現金収入は、交易から観光へと転換した。観光客の増加によって消費文化が流入し、換金作物の栽培が進み、スリナガルからの小麦やコメへの依存も増加した。現金収入の増加で核家族化や出稼ぎが進み、収穫期の労働者が不足しているため、伝統的な相互扶助に代わってネパールなどからの日雇い労働者に頼っている。農産物増産のための化学肥料や農薬は、飲料水汚染などの問題も起こしている。

### 農耕

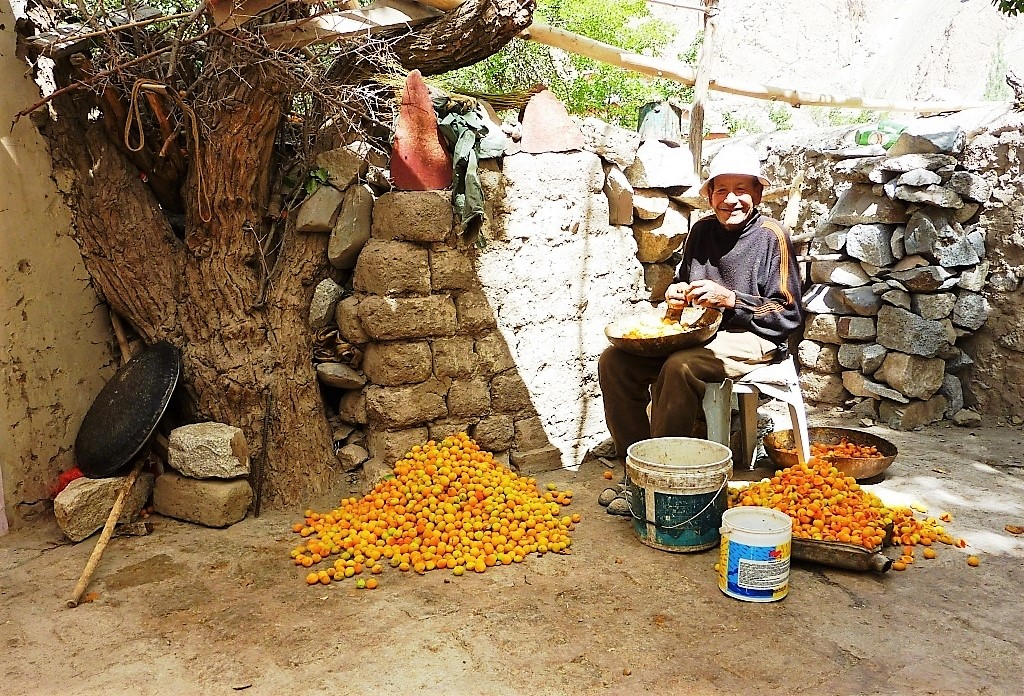
ラダックのアンズ

主な作物は大麦と小麦で、そばや栗も栽培する。標高3,900メートルが小麦の栽培限界高度で、標高4,100メートルが大麦の栽培限界高度となる。ラダックでは灌漑が行われている。山脈からの雪解け水が小川となるため、その水を灌漑用の水路で貯水地に溜める。夜間に溜めた水を昼間は畑に引いて使う。
アンズ（チュリ）をはじめとする果樹の栽培は、標高3,000メートル以下の下手ラダックと呼ばれる地域で行われる。アンズの他にリンゴ（クシュ）、ブドウ（ルグン）、クルミ（スタルガ）、クワ（オセ）も栽培されている。アンズは生食の他に干したアンズ、アンズ油などに加工し、灯明、化粧品、交易品、家畜の餌、燃料などに利用される。
近年では、インド国内でも健康食品として需要が高まっているグミ科のシーベリー（シーバックソーン、サジ）の生産に力が入れられている。

### 牧畜

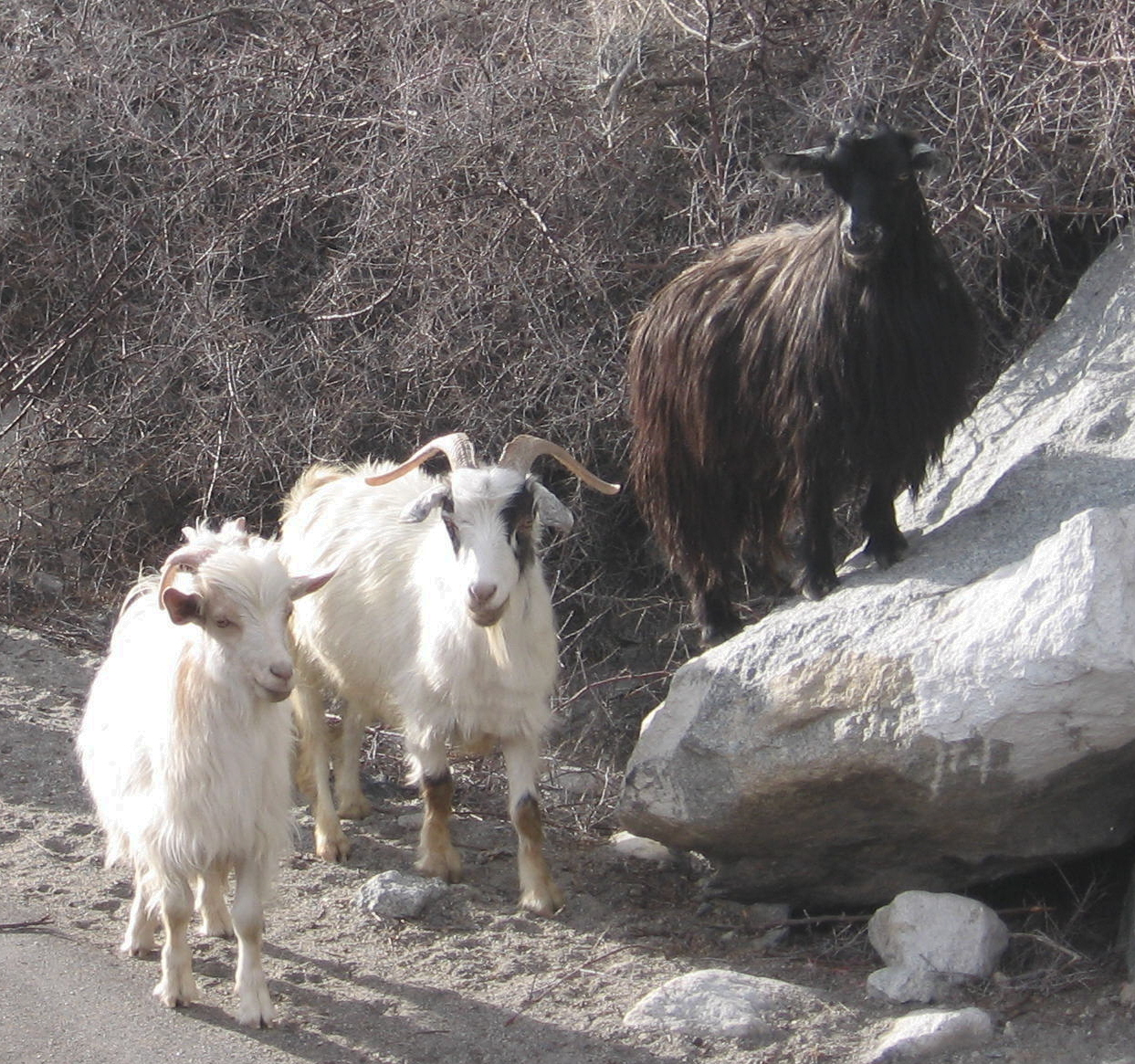
パシュミナヤギ

ヤク、牛、ヤギ、ヒツジの他に、雑種が飼育されている。農耕や運搬の作業用や、食料としての乳製品や肉があり、糞は燃料や堆肥となる。冬には家畜部屋に収容して暖房としての役割も待たせる。目的に合わせて、低標高に適応している牛と、高標高に適応しているヤクをかけ合わせて雑種を生み出す。ヤクと牝牛の雑種第一世代から始まって第五世代まである。ザンスカールでは標高差を利用した移牧を行う。チャンタン高原は標高4,300メートルから6,700メートルあり、ヤク、ヤギ、ヒツジの遊牧を行う。ヤギからは夏に内毛を採ってパシュミナと呼ばれる良質な毛織物にする。パシュミナはラダック王国の時代から交易品になっている。ヤギやヒツジの他に、家畜の毛や皮も靴底や防寒具として使う。
自然条件の影響で貧富の差が生じるため、家畜の援助を求めるロンチャンや木材の援助を求めるドゥンマチャンなど相互扶助の慣習がある。1980年代から遊牧民の定住化を政府が支援している。定住化の理由として、遊牧生活の不安定性、子供の教育問題、住宅支援、賃金労働の雇用拡大などが影響している。

### 交易
ラダックは標高差が2,000メートルに及び、各地域の多様な環境と活動によって生産物が異なり、交易の商品にもなっている。近距離の交易は片道100キロメートル、中距離は片道200-400キロメートル、長距離は400-2,000キロメートルに及ぶ。
交易品としては、下手ラダックの干しアンズ、チャンタンのパシュミナ、羊毛、塩、食肉、ザンスカールのバター、干しチーズなどがある。パシュミナは輸出品となるため特別で現金でのみ取り引きされている。これらの交換によって地域が結ばれて交易網ができている。交易は互恵的な関係を作り、異なる宗教の信徒の間にも共生関係を作る。たとえば仏教徒の村とムスリムの村で友人としても交流し、贈り物の交換を行うこともある。
国外につながる長距離の貿易では、北方の中央アジア、南方のインド、東方のチベットを結ぶ交易路がある。ラダック王国時代から長距離の貿易が行われ、王国の経済基盤となっていた。中央アジアのヤルカンドとインドのカシミールは手工業や中継交易が盛んな都市で、ラダックはそれらの都市を結ぶ位置にある。ラダックの主な輸出商品はパシュミナで、カシミールでパシュミナは加工されてショールや錦織となり、再びラダックを経由してヤルカンドに輸出される。インドからは綿がラダックを経由してヤルカンドに輸出され、ヤルカンドで加工された綿製品は再びラダック経由でインドへ輸出される。
交易をする商人は多様で、スリナガルやレーではチベット人、トルコ人、インド人、ネパール人の商人が宿泊所や倉庫を運営していた。特にカシミールの商人が活発で、チベットの交易にも進出している。ラダックではアルゴン（Akhon）と呼ばれる交易商人の集団があり、東トルキスタンの商人とラダックの女性との子孫にあたる。アルゴンはムスリムで、レーと中央アジアを結ぶ交易に従事した。他にもカシミール人とラダック人の子孫にあたるアルゴンもおり、カシュガル、ヤルカンド、コータンなどに集団が存在する。

### 観光
1974年に外国人の観光が限定的に開放され、レー〜スリナガル間の道路が整備された。1975年からは商品経済の流通が進み、1991年には道路整備が完了し、ラダックは外部世界の影響を受けるようになった。観光客は1975年の約500人から2016年には197,700人と増加している。観光客の増加につれて、観光客を目当てにした季節労働者も増加した。ラダック経済の産業構造は交易から観光経済へと変化した。土産物屋、観光ガイド、宿泊施設などで働く人々がレーに移住し、人口流入が急速に進んだ。1989年には22のホテルと41のゲストハウスがあり、2016年にはホテルが213、ゲストハウスは433、旅行代理店は468となった。
ラダックの人々は若い世代を中心として積極的に観光に関わり、ガイドブックやウェブニュースを提供するリーチ・ラダック（Reach Ladakh）が設立された。伝統の維持と観光の両立を目指して、本物のラダック体験ができるホテル「ドルカル・ラダック」やレストラン「ツァス・ラダック」なども設立されている。持続可能な観光地の発展は、行政や政府でも課題とされており、レー市街のバザール地区は自動車が進入できない遊歩道とするなどの整備が進められている。
特にヨーロッパからの観光客が多く、トレッキングは人気が高い。中国とのアクサイチンの国境紛争は一段落しているものの、中国の観光客は見られず、わずかに台湾（中華民国）からの観光客がいる。現在でもアクサイチンに近い一部の地域などでは入域許可証（ILP）の取得が必要であり、東部を中心に開放されていない地域も存在する。

## 交通

### 道路
ラダックには約1,800キロメートルの道路が整備されており、そのうち800キロメートルは舗装されている。主な陸路はカシミールのシュリーナガルからカルギリを通り、ゾジ峠を越えてレーに至る国道1号線である。もう一つは高地を通るルートで、ヒマーチャル・プラデーシュ州からレー・マナリ・ハイウェイに続く。後者の道路は雪のため5月中旬から9月までしか通れない。
交易路としては、北方は中央アジアのコータンやヤルカンドを結ぶルート、南方はインドのスリナガルとレーを結ぶルート、東方はチベットのラサとレーを結ぶルートがある。これらはシルクロードにつながりインドとチベットを結ぶルートでもある。
ラダックの陸路整備は、カシミール紛争をきっかけに進んだ。インド・ラダック境界線を防衛する軍によって、道路の補修、除雪など整備されている。ラダックの国境や境界線に近い地域では、軍用の車両が多く行きかい、チェックポストなども多数設けられている。
2020年8月、インド政府はザンスカールにアクセスするためのトンネルの開発を発表した。トンネルは、レー・マナリ・ハイウェイのパセオ村（南ポータル近く）からザンスカール地域のラカン村（北ポータル近く）までの間に建設される予定である。トンネルが開通すれば、ダルチャからシンゴラ峠を超えて、ルンナク川沿いに移動し、パドゥムまでアクセスすることができる。また、マナリとレーの間で全天候型道路が開通し、冬季物流が途絶えていた状況が改善すると見込まれている。さらに2023年末までには、二車線道路が完成する予定である。

### 空港

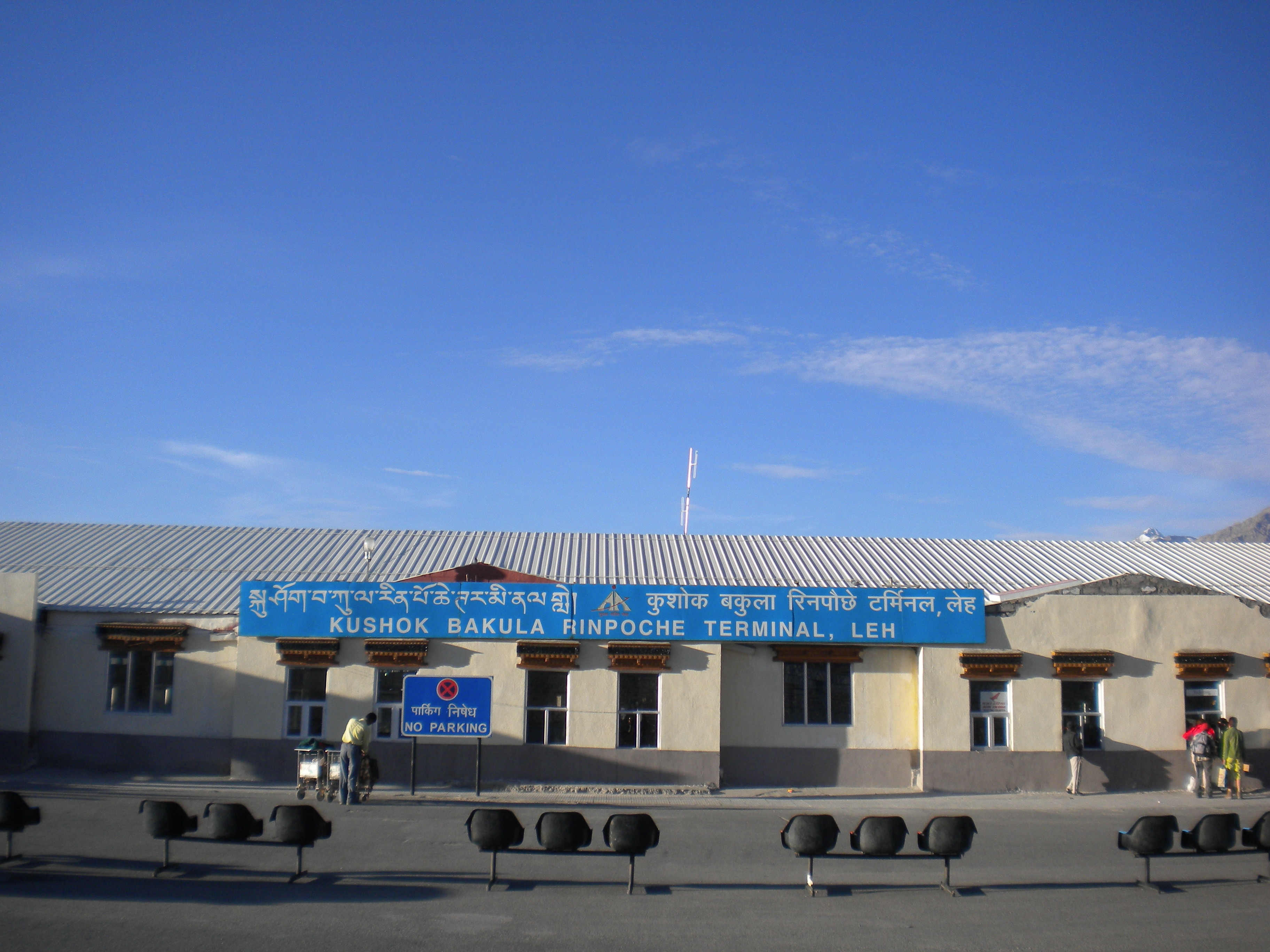
クショク バクラ リンポチェ空港

レーにはクショク・バクラ・リンポチェ空港という空港があり、インドの各大都市に便が出ている。レー・デリー間の便は毎日、レー・スリナガル-ジャンムーへは毎週便が出ている。レーには、エア・インディア、スパイスジェット、ビスタラ、GoAirなどが就航している。

## ギャラリー

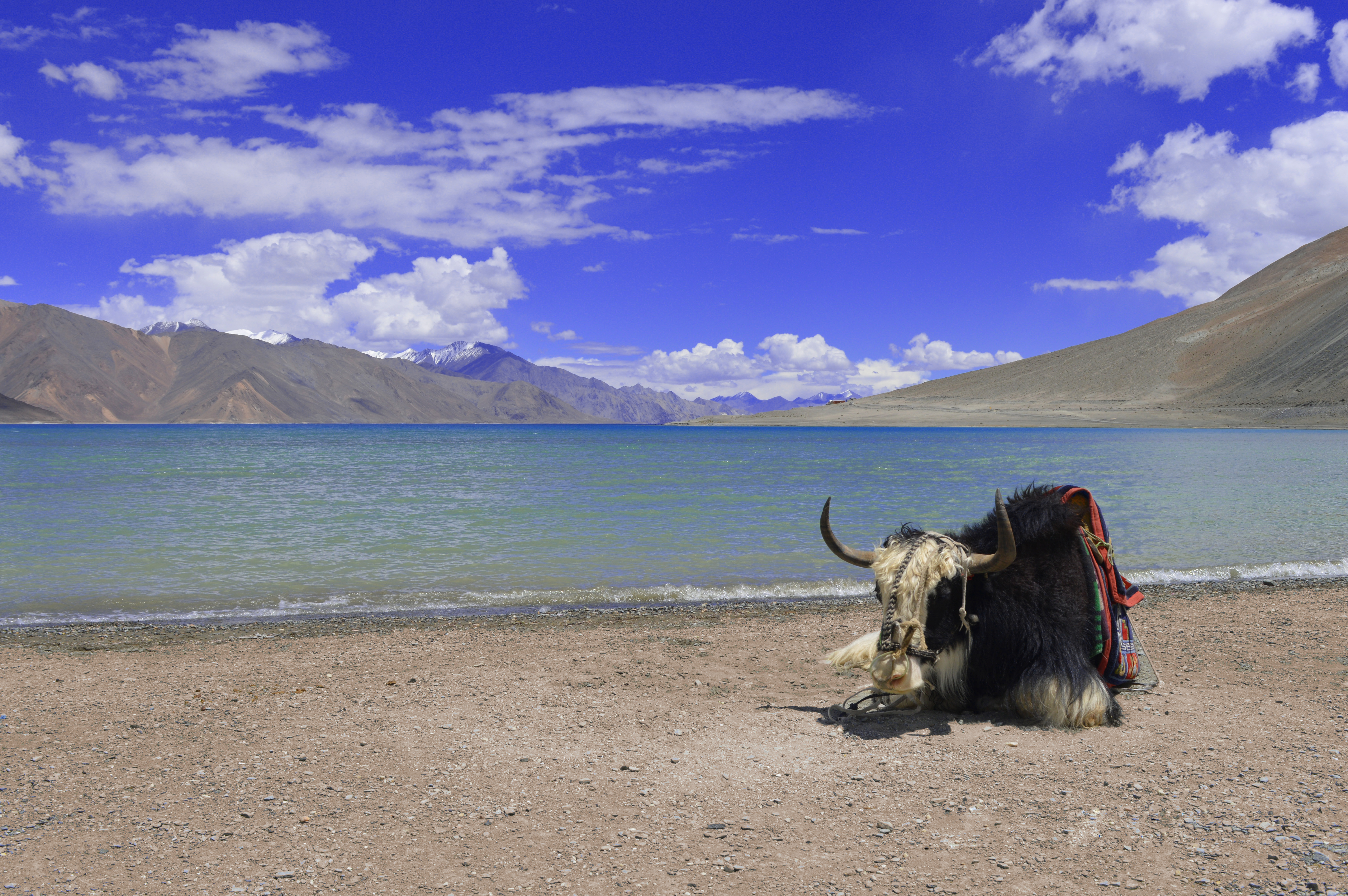
パンゴンツォ
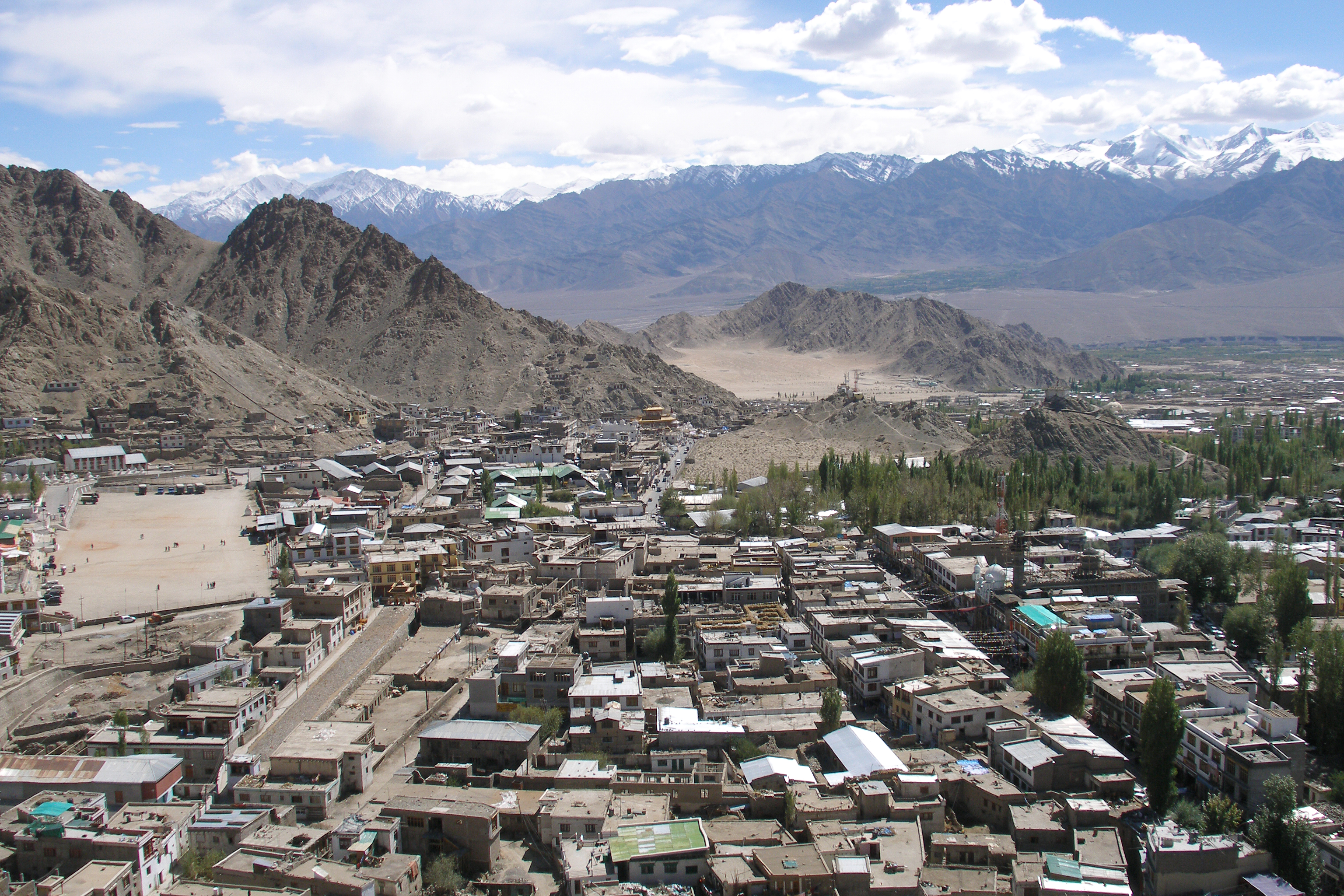
レーの町並み
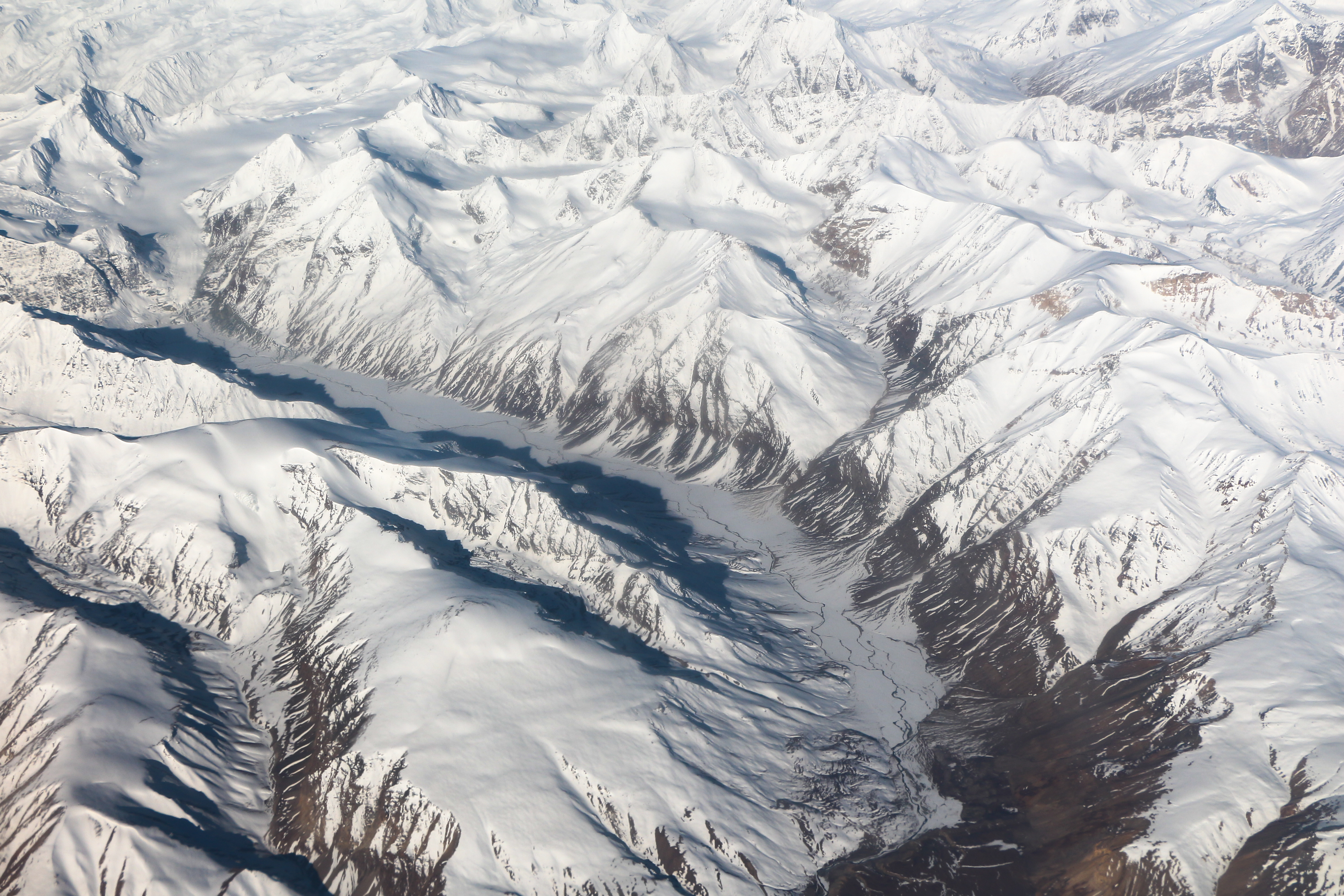
冬のラダック
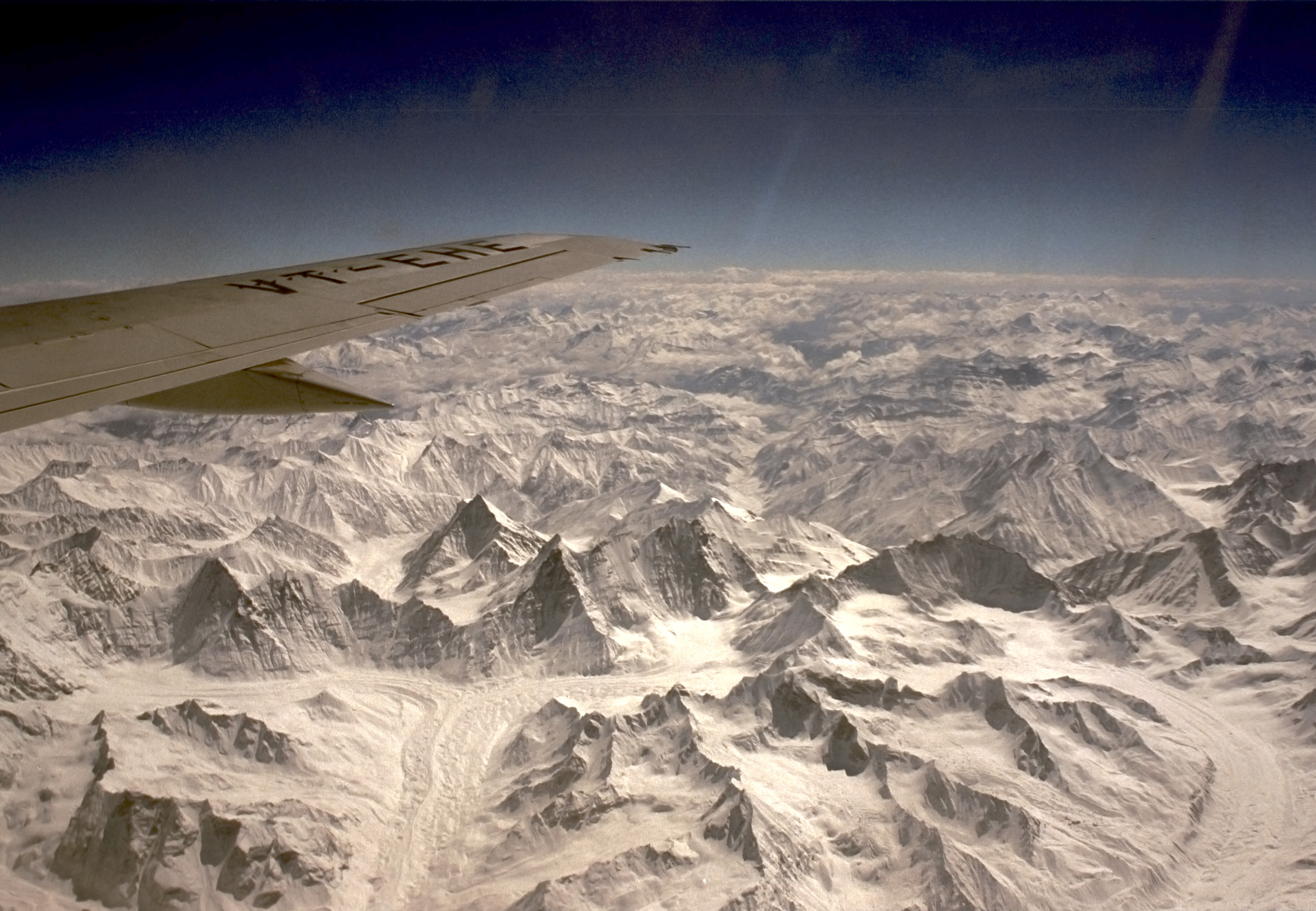
ラダック周辺の山域
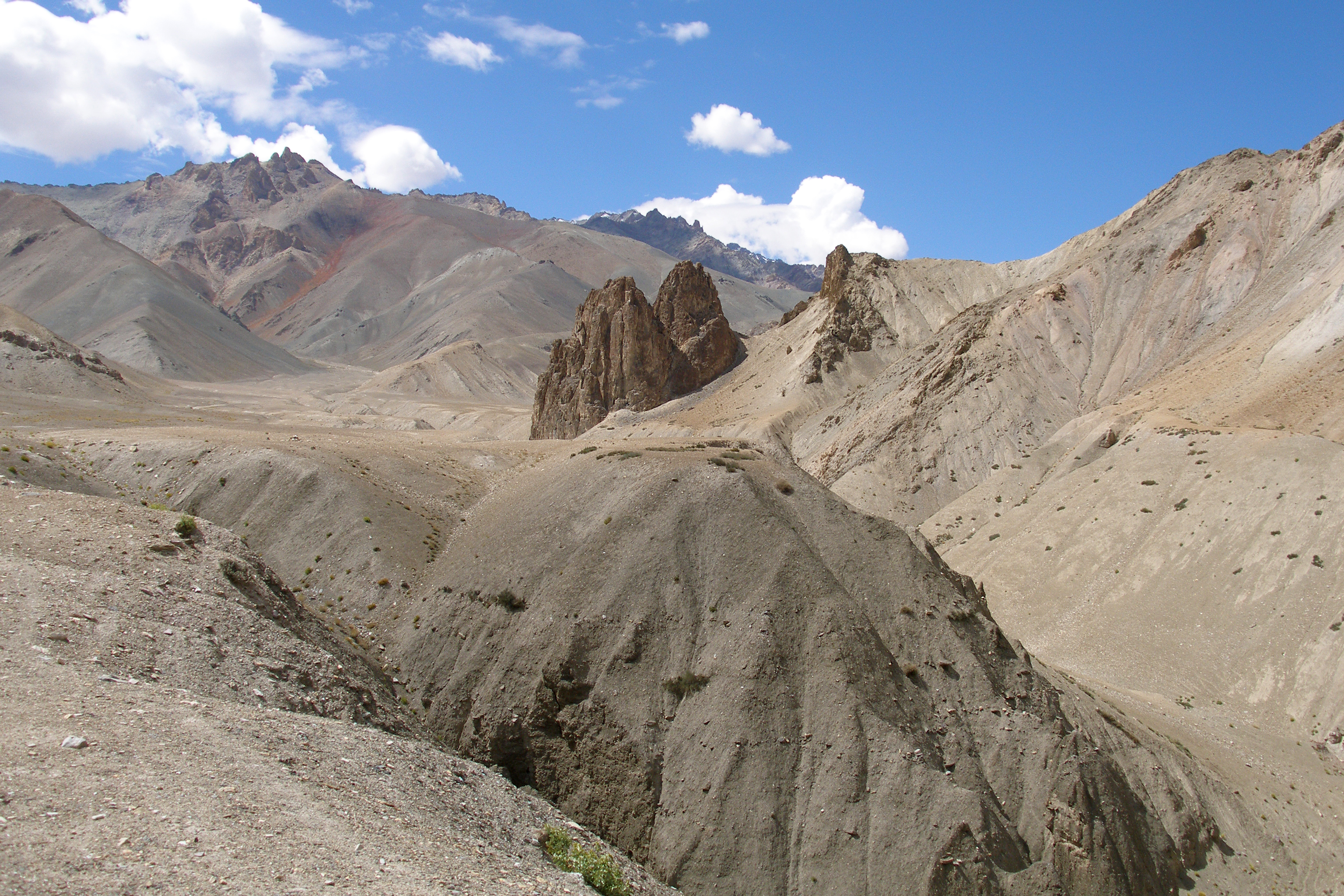
ラダック地方の荒涼とした風景。しばしば月の砂漠と称される。
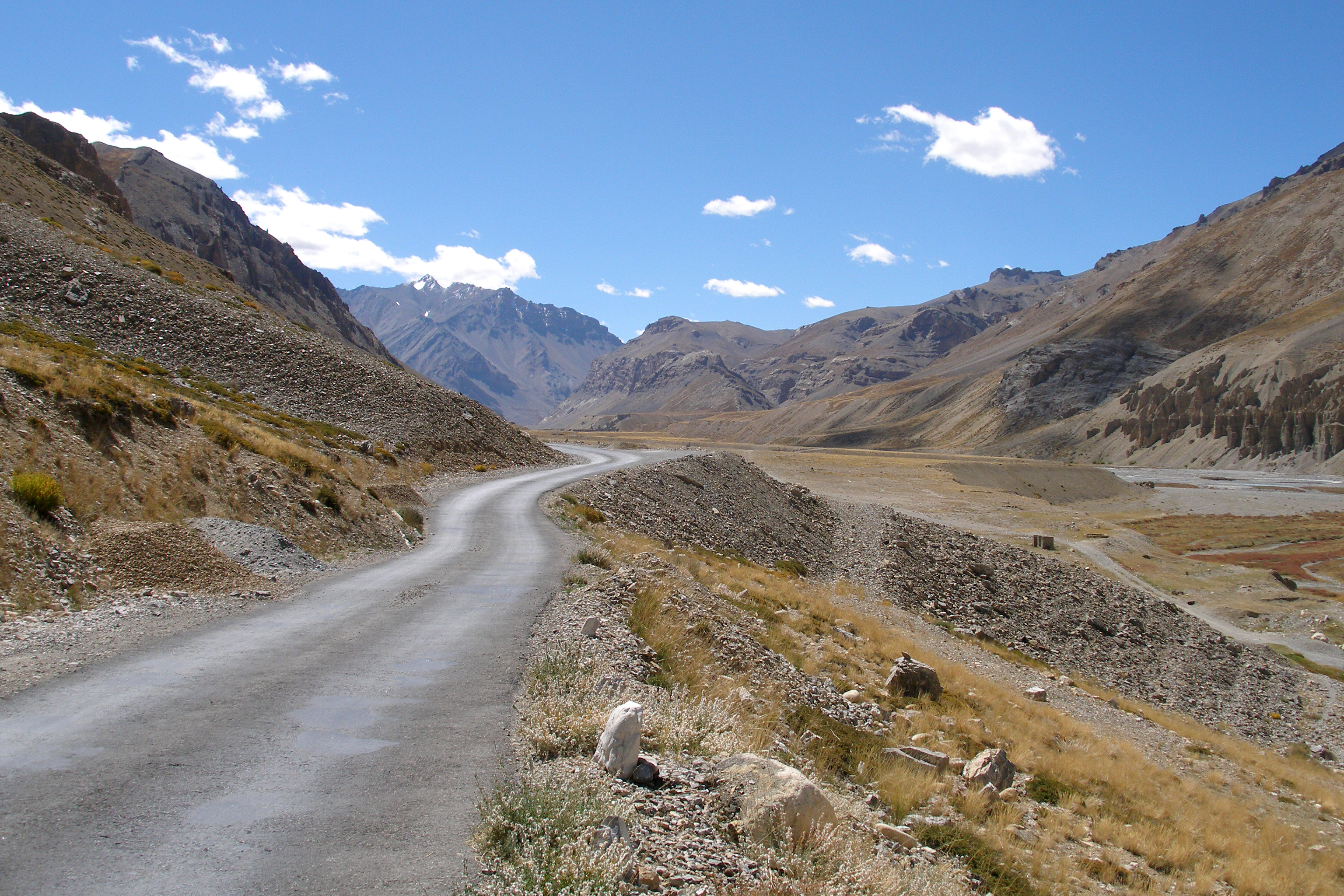
マグネティックヒル